# Sistema de la Reserva Federal
El Sistema de la Reserva Federal (en inglés: Federal Reserve System, también conocida informalmente como Fed) es el banco central de los Estados Unidos. Es un consorcio público-privado que controla la estructura organizativa en la cual participa una agencia gubernamental, conocida como Junta de Gobernadores del Sistema de la Reserva Federal, con sede en Washington D. C. Así, algunos consideran esto como el aspecto público del sistema, y los 12 Bancos de la Reserva de todo el país el aspecto privado. Está encargada de custodiar parte de las reservas de los «bancos miembros» estadounidenses: los federales, y los estatales asociados voluntariamente. La Reserva Federal tiene como mandato mantener los precios estables y maximizar el nivel de empleo. Es decir, buscar un nivel adecuado de inflación y desempleo, que tienen una relación inversa.
La Junta de Gobernadores del Sistema de la Reserva Federal es una agencia gubernamental independiente, sin embargo está sujeta a la Ley de Libertad de Información (Freedom of Information Act). Como muchas de las agencias independientes, sus decisiones no tienen que ser aprobadas por el presidente o por alguna persona del poder ejecutivo o legislativo: son decisiones de carácter unilateral. La Junta de Gobernadores no recibe dinero del Congreso, y su mandato tiene una duración que abarca varias legislaturas. Una vez que el presidente designa a un miembro de la junta, este actúa con «independencia», aunque puede ser destituido por el presidente según lo establecido en la sección 242, Título 12, del Código de Estados Unidos.
El Sistema de la Reserva Federal fue creado el 23 de diciembre de 1913 por la Ley de la Reserva Federal (Federal Reserve Act). Todos los bancos nacionales tuvieron que unirse al sistema. Los billetes de la Reserva Federal (Federal Reserve Notes) fueron creados para tener una oferta monetaria «flexible».

## Política monetaria
Existen tres herramientas para llevar a cabo una política monetaria.
- Operaciones de Mercado Abierto. Cuando la Fed compra instrumentos financieros, pone más dinero en circulación. Con más dinero disponible, las tasas de interés tienden a disminuir, y así más dinero es prestado y gastado. Cuando la Fed vende instrumentos financieros, saca de circulación el dinero, causando que las tasas de interés aumenten, haciendo los préstamos más caros y, por lo tanto, menos accesibles.

- Regular la cantidad de reservas. Un banco miembro presta la mayor parte del dinero depositado en él. Si la Fed dice que deben quedarse con una mayor reserva, la cantidad de dinero que un banco puede prestar disminuye, haciendo los créditos menos accesibles y provocando alzas en la tasa de interés.

- Tasas de Descuento. Cambiar la tasa de interés a la cual los bancos pueden pedir del Sistema de la Reserva Federal. Bancos miembros pueden pedir préstamos de corto plazo a la FED. El interés que cobra la Fed a los bancos por los préstamos es llamado Tasa de Descuento, la cual es superior a la tasa de interés de los bancos comerciales. Esto tiene un efecto en la cantidad de dinero que los bancos sobregiran.

### Operaciones de Mercado Abierto, la herramienta más importante
El Sistema de la Reserva Federal controla el tamaño de la oferta monetaria llevando a cabo operaciones de mercado abierto, en donde la Fed se compromete a prestar o comprar cierto tipo de instrumentos financieros a participantes autorizados, este mercado es conocido como mercado primario. Todas las operaciones de mercado abierto en Estados Unidos son llevadas a cabo en el Open Market Desk en el Banco de la Reserva Federal de Nueva York. El propósito es mantener la tasa de fondos federales lo más cerca posible de la tasa planeada.
El Open Market Desk tiene dos herramientas para controlar la oferta monetaria: contratos de recompra (repurchase agreements) y transacciones permanentes (outright transactions).

## Influencia del gobierno
La Reserva Federal se mantiene lejos del control político en la teoría, pero no tanto en la práctica. Si el objetivo es mantener la inflación en niveles moderados, se requiere elevar la tasa de interés.
De todas formas, la Fed está sujeto a regulación del Congreso, que periódicamente revisa las actividades. La Fed envía semestralmente un informe al Congreso para que sea revisado por ambas cámaras. De todas maneras, la Fed tiene independencia en ciertas decisiones, o al menos un margen de maniobra, pues si ello no fuera así, los gobiernos se fijarían tasas de interés más bajas para sus propias deudas.

## Críticas a la Reserva Federal

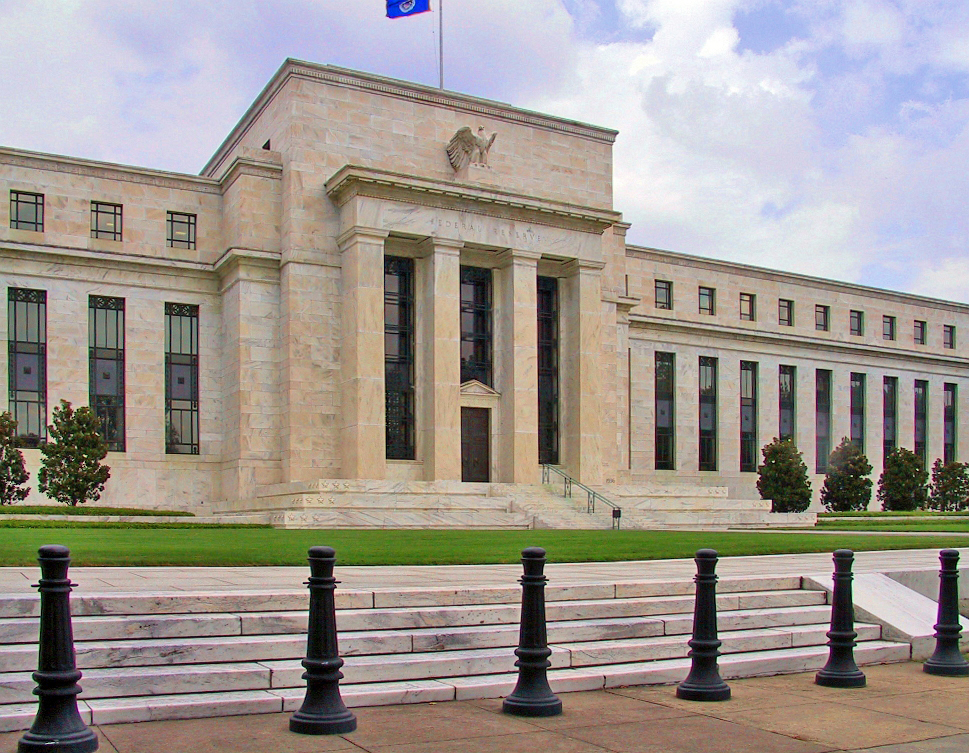
Eccles Building, situado en la avenida de la Constitución en Washington D. C.

El Sistema de la Reserva Federal ha enfrentado diversas críticas desde su creación en 1913. Algunas de las críticas más comunes se centran en su política monetaria, la falta de transparencia y su posible papel en el agravamiento de la inestabilidad financiera. Los críticos argumentan que las políticas expansivas de la Reserva Federal —como la reducción de las tasas de interés y el aumento de la oferta monetaria— pueden provocar inflación, burbujas de activos y distorsiones económicas. Economistas como Milton Friedman han criticado a la Reserva Federal por contribuir a las recesiones económicas, así como su rol en la Gran Depresión. Friedman apoyó, junto con 157 universidades norteamericanas, el plan expuesto en el documento por una reforma monetaria en los Estados Unidos salido en 1936 y postulado por Irving Fisher, Paul Douglas, Earl J. Hamilton, Willford I. King, Charles R. Whittlesey y Frank D. Graham. Figuras libertarias como Ron Paul han sido particularmente vehementes al exigir una mayor rendición de cuentas y transparencia dentro de la Reserva Federal, abogando por medidas como la auditoría de la Reserva Federal para garantizar que sirva al interés público en lugar de beneficiar a las grandes instituciones financieras. Además, algunos críticos, entre ellos Rand Paul, argumentan que la Reserva Federal sirve desproporcionadamente a los intereses de la élite bancaria, dada la trayectoria de muchos de sus funcionarios en finanzas y banca, lo que genera posibles conflictos de intereses y políticas que favorecen a Wall Street por encima de la economía en general.
Otro ámbito de crítica es la salida de la Reserva Federal del patrón oro en 1971, que, según muchos, contribuyó a presiones inflacionarias a largo plazo y a la devaluación del dólar estadounidense. Ron Paul cree que la Fed debería ser abolida y reemplazada por un retorno al patrón oro. Los teóricos de la escuela austriaca, como Ludwig von Mises y Murray Rothbard, creen que la transición a la moneda fiduciaria desestabilizó el sistema monetario y socavó la estabilidad financiera. La gestión de la Reserva Federal de la crisis financiera de 2008 también ha sido objeto de fuertes críticas y algunos argumentan que la respuesta de la Fed —rescatar a grandes bancos e instituciones financieras— generó riesgo moral y agravó el colapso económico. Personalidades como Ron Paul han sostenido que las políticas de la Fed antes de la crisis, junto con sus acciones durante el rescate, beneficiaron desproporcionadamente al sector financiero, al tiempo que impusieron los costos de la crisis a los ciudadanos comunes.